# Matematica în Egiptul Antic
Matematica în Egiptul Antic reprezintă matematica ce s-a dezvoltat în Egiptul Antic începând cu 3000 î.Hr. și până prin 300 î.Hr.
Izvoarele istorice din această perioadă denotă că această știință nu se baza pe raționament, ci pe reguli practice care doar trebuiau respectate, fără a se indica vreo explicație.
Sistemul de numerație era juxtapozițional, asemănător celui întrebuințat de romani.
| Z1 |

| Z1 |

| V20 |

| V20 |

| V1 |

| V1 |

| M12 |

| M12 |

| D50 |

| D50 |

| I8 |

| I8 |

| C11 |

| C11 |

Egiptenii nu cunoșteau decât numerele întregi, fracțiile unitare (cele cu numărătorul 1, deci de tip 1/n, unde n este un număr natural), precum și fracția 2/3.
Toate celelalte fracții erau scrise ca sume de fracții unitare.
| Aa13 |

| Aa13 |

| r · Z2 |

| r · Z2 |

| D22 |

| D22 |

| r · Z1 · Z1 · Z1 · Z1 |

| r · Z1 · Z1 · Z1 · Z1 |

| r · Z1 · Z1 · Z1 · Z1 · Z1 |

| r · Z1 · Z1 · Z1 · Z1 · Z1 |

Egiptenii rezolvau ecuațiile liniare prin metoda falsei poziții, adică încercau să ghicească soluția și apoi o corectau în mod corespunzător, astfel încât să satisfacă ecuația.